# Yōkai

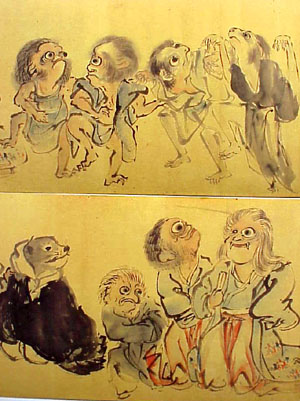
Vari yōkai. Ukiyo-e di Kawanabe Kyōsai

Gli yōkai (妖怪?), da yō ("maleficio, stregoneria") e da kai ("manifestazione inquietante"), nome talvolta traslitterato come youkai o yokai e traducibile come "apparizioni", "spettri" o "demoni", sono un tipo di creatura soprannaturale della mitologia giapponese. Le caratteristiche degli yōkai variano tra quelli che vengono considerati malevoli e maliziosi, oltre che portatori di sfortuna per coloro che li incontrano, a quelli che vengono considerati benevoli e portatori di fortuna.

## Caratteristiche
Ci sono molte tipologie di yōkai: si va dal malvagio oni (鬼?) alle ingannatrici kitsune (狐?) e alla signora della neve yuki-onna (雪女?); alcuni posseggono parti animali e parti umane, ad esempio il kappa (河童?), il tengu (天狗?) e la nure-onna (濡女?). Gli yōkai spesso hanno poteri soprannaturali; sono quasi sempre considerati pericolosi per gli esseri umani, e le loro azioni hanno ragioni oscure. Alcune storie moderne raccontano di yōkai che si mescolano agli esseri umani, generando gli han'yō (半妖? o "mezzi-yōkai"); nella tradizione solo le kitsune ne erano capaci.
Alcuni yōkai semplicemente evitano gli esseri umani, e abitano aree selvagge molto lontano dai centri abitati; altri invece scelgono di vivere vicino a essi, attratti dal calore delle case o dai fuoch. Gli yōkai sono tradizionalmente associati al fuoco, alla direzione nord-est, e all'estate, stagione nella quale il mondo degli spiriti è vicino a quello umano. Gli Yōkai, come gli altri obake (お化け?), esseri in grado di cambiare forma anche detti bakemono (化け物?), sono spesso rappresentati con tratti tra il grottesco e il terrificante.
C'è un'ampia varietà di yōkai nella mitologia giapponese: yōkai è un termine vago che può arrivare a comprendere praticamente tutti i mostri e gli esseri sovrannaturali, perfino creature della mitologia occidentale.

### Yōkai animali
In Giappone, di molti animali si pensa che posseggano poteri magici: molti di questi sono henge (変化?), mutaforma, che spesso assumono sembianze umane, generalmente al fine di giocare brutti tiri agli esseri umani. In molti casi la trasformazione da animale a yōkai avviene quando raggiungono un'età veneranda, mentre a volte la figura mitologica si è discostata notevolmente dall'animale reale (è il caso del baku e del mujina), e in altri reca solo alcune caratteristiche residue dell'animale originario (è il caso del tengu).
Tra i più noti esempi di yōkai animali citiamo i seguenti, in ordine alfabetico:
- Akugyo (悪魚?), "pesce cattivo"
- Bakeneko (化け猫?) e Nekomata (猫又?), gatto
- Baku (獏?), tapiro
- Kitsune (狐?), volpe
- Mujina (貉, 狢?), tasso
- Okuri-ōkami (送り狼?), "lupo persecutore"
- Sazae-oni (栄螺鬼?), lumaca di mare (anche una donna gettata in mare può trasformarsi in sazae-oni).[2]
- Tanuki (狸?), cane procione
- Tengu (天狗?), uccello (o mezzo uomo, mezzo uccello) per lo più corvo
- Tsuchigumo (土蜘蛛?), ragno
- Wani (鰐?), drago, mostro marino
- Yatagarasu, corvo sacro
- Yosuzume (nella prefettura di Kōchi), passero della notte o Suzumeokuri (nella prefettura di Wakayama), passero guida

Il cane (犬?, inu), poteva invece diventare un kami, per la precisione uno shikigami (式神?) ed era chiamato Inugami (犬神?). Inoltre l'ormai estinto lupo grigio del Giappone (狼?, Ōkami) era considerato un messaggero dei kami della montagna.

### Yōkai umanoidi
Molti yōkai erano inizialmente esseri umani, trasformati in qualcosa di grottesco e orrendo spesso da qualche stato emotivo; la futakuchi-onna (二口女?), "donna con due bocche", per esempio, ha una bocca in più dietro la testa causata dalla "possessione" di uno spirito che ha fermato la cicatrizzazione di una ferita, su cui i capelli fungono da tentacoli: questa trasformazione è generalmente causata dall'ossessione per il proprio aspetto fisico. Altri esempi di trasformazioni di umani o di yōkai umanoidi sono i rokuro-kubi (ろくろ首?), umani il cui collo si allunga durante la notte, e i Kawa Otoko (川男? letteralmente uomini del fiume), docili umanoidi particolarmente alti e di pelle scura, che vivono lungo i corsi d'acqua sulle montagne.

### Yōkai oggetti

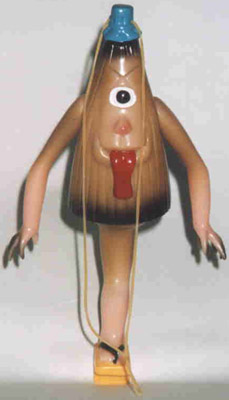
Un giocattolo dall'aspetto di karakasa

Un'altra classe di yōkai sono gli tsukumogami, oggetti di uso comune che prendono vita dopo cento anni; il più famoso, considerato un mostro non spaventoso, è il karakasa, generalmente rappresentato come un parasole con un occhio solo e un piede calzato in un geta (sandalo tipico giapponese) al posto del manico. Altri esempi sono i bakezōri (sandali di paglia), kameosa (otri di sakè), morinji-no-kama (teiere), chabukuro (sacchetto del tè).

### Altri yōkai
Ci sono altri yōkai che non rientrano in nessuna delle precedenti categorie; ad esempio gli amikiri, creature che esistono al solo scopo di forare le zanzariere oppure creature scheletriche, come la Bake-kujira o il Gashadokuro.

## Le donne-mostro nella tradizione giapponese
Per quanto concerne strettamente il folklore giapponese, esistono innumerevoli esempi di yōkai con fattezze femminili. Queste creature, benché diverse tra loro nell'aspetto, sono accomunate dal fatto di trasgredire le convenzioni sociali ed essere immorali e pericolose. Secondo Rossella Marangoni, le donne-mostro e, più in generale, le figure femminili che compiono gesti terribili, sono frutto del maschilismo dominante nella tradizione giapponese. Secondo la scrittrice femminista Jude Doyle, «un mostro è un corpo che avrebbe dovuto essere sottomesso, ma che è diventato una smisurata minaccia: un mostro è una donna che si è sottratta al controllo (dell'uomo).»

## Yōkai nella cultura di massa
Molti yōkai sono presenti nella tradizione, nella letteratura e nelle rappresentazioni artistiche ispirate alla tradizione, in particolare manga/anime e horror giapponesi; tali creature sono inoltre protagoniste della serie televisiva del 2020 Yōkai Sharehouse.